# Ranspach-le-Haut
Ranspach-le-Haut é uma comuna francesa na região administrativa de Grande Leste, no departamento Alto Reno. Estende-se por uma área de 4,4 km². Em 2010 a comuna tinha 639 habitantes (densidade: 145,2 hab./km²).